# Davide Stella
Pour les articles homonymes, voir Stella.
Davide Stella, né le 14 avril 2006 à Monfalcone, est un coureur cycliste italien.

## Biographie
Davide Stella est né en avril 2006 à Monfalcone, dans le Frioul. Il grandit dans la localité voisine de Fiumicello. Vers l'âge de huit ans, il commence le cyclisme sur l'impulsion de son père, lui-même pratiquant, et ancien triathlète amateur. Dans les catégories de jeunes, il se fait remarquer par ses qualités de sprinteur en obtenant de nombreuses victoires sur route,. Il devient également champion d'Italie sur piste à plusieurs reprises.
Chez les juniors (17/18 ans), il se révèle au niveau international en remportant cinq titres de champion d'Europe et deux titres de champion du monde sur piste, avec la délégation italienne. Il s'impose également à six reprises sur route en 2024. La même année, il se classe quatrième d'une étape du Giro della Lunigiana. Après ses performances, il intègre la réserve de l'équipe UAE Emirates en 2025. Sous ses nouvelles couleurs, il gagne dès janvier la dernière étape du Tour of Sharjah.

## Palmarès sur route
- 2025
  - 5e étape du Sharjah Tour
  - 2e étape du Tour de l'Alentejo

## Palmarès sur piste

### Championnats du monde
| Édition / Épreuve      | Poursuite par équipes | Américaine | Élimination |
| Cali 2023 (juniors)    |                       |            | Bronze      |
| Luoyang 2024 (juniors) | Or                    | Argent     | Or          |

### Championnats d'Europe
| Édition / Épreuve      | Kilomètre | Poursuite par équipes | Américaine | Scratch | Élimination |
| Anadia 2023 (juniors)  | Or        |                       |            | Or      | Or          |
| Cottbus 2024 (juniors) |           | Or                    | Or         | Argent  |             |
| Anadia 2025 (espoirs)  |           |                       |            | Or      |             |

### Championnats nationaux
- 2024
  -  Champion d'Italie du kilomètre juniors
  -  Champion d'Italie du keirin juniors